# 橋本実梁
橋本 実梁（はしもと さねやな）は、攘夷派の公卿。橋本家19代当主で橋本実麗の養子。戊辰戦争でも戦った功臣で、のち式部寮に籍を置いた。晩年に伯爵に叙勲され、元老院議官となる。澁澤敬三と澁澤信雄と澁澤智雄は孫にあたる。渋沢雅英と渋沢裕は曾孫。渋沢田鶴子と渋沢健は玄孫にあたる。

## 出自
実父は左近衛中将の小倉輔季、幼名は茂丸。のち中納言橋本実麗の養子となる。

## 経歴
天保5年4月5日（1834年5月13日）、京都生まれ。安政5年（1858年）、25歳の時、廷臣八十八卿列参事件で参加した一人として実父の小倉輔季らと共に連座された。文久3年（1863年）8月18日の政変でも差控を命じられている。
慶応4年の戊辰戦争（1868年）では東海道鎮撫総督に任ぜられて江戸城攻撃の先鋒の一角を担い、同年の江戸開城の折は、勅使として徳川家に対する朝廷からの沙汰を伝達した。
同年7月6日、伊勢に度会府が置府されると、初代の度会府知事に任命され、翌年7月の「度会県」への改称を経て、明治4年（1871年）11月22日に統合再編成された新生の度会県で権令（県令）となった。
明治5年（1872年）2月17日、式部寮に異動され、式部助（すけ＝次官）に転任する。このときの式部寮はまだ宮内省の所管ではなく太政官直轄であった。また類似の職務も掌っていた神祇省が同年3月14日から15日に統廃合され、祭祀の職務（大中少の掌典）はすべて式部寮に移管された。ともあれ人事の再編成もおこなわれ、同年11月に権助兼大掌典の役を得る（このとき兼務は得るかわりに、助から権助へ降格されている）。
実梁は、雅楽課長を務めていたこともあり、雅楽の衰退および楽師の窮状を憂いて岩倉具視に働きかけ、岩倉が没した翌年の明治17年（1884年）より楽道保存賜金の支給が実現されたとのエピソードが残されている。
晩年の明治17年（1884年）7月7日の勅旨による一連の叙任では、功を認められて伯爵の位を授けられた。

## 官歴
- 1858年（安政5年）3月12日、廷臣八十八卿列参事件で処分[4]。
- 1861年（文久元年）2月、侍従[2]。
- 1862年（文久2年）12月、国事御用掛[2]。
- 1863年（文久3年）3月、左近衛少将[1]。8月、八月十八日の政変で処分[1][3]。
- 1867年（慶応3年）1月、禁を解かれて復権。12月、王政復古とともに参与[2]。
- 1868年（慶応4年）1月、戊辰戦争で東海道鎮撫総督に任命。4月4日、江戸開城の際、徳川家処分の勅を伝令した[5]。左中将に昇任。
- 1869年（明治2年）7月6日、度会府知事。7月17日、度会県知事[8]。
- 1871年（明治4年）11月22日、権令（県令）[8]。
- 1872年（明治5年）2月17日、式部寮に配属となり式部助（次官）に転じる[8]。11月、式部権助兼大掌典[1]。
- 1882年（明治15年）4月、式部助に昇任[3]。
- 1884年（明治17年）7月7日の叙任で、伯爵に叙される[10]。
- 1885年（明治18年）6月、元老院議官[3][11]。9月16日、死去。(死の間際に従二位に昇叙[1])

## 栄典
- 1884年（明治17年）7月7日、伯爵[12]
- 1885年（明治18年）9月16日、勲三等旭日中綬章[13]

## 系譜
- 父：小倉輔季
- 母：不詳
- 養父：橋本実麗
- 妻：定子 - 谷衛昉娘
- 生母不明の子女
  - 長男：実陳（1850 - 1873）

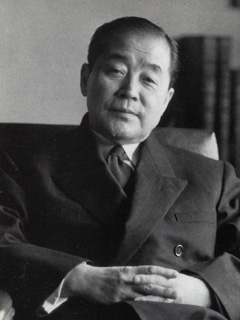
外孫の渋沢敬三。

  - 長女：捨子（1865 - ?）- 清水静夫室
  - 次女：直子（1867 - ?）- 桑原長太郎室
  - 次男：実頴（1867 - 1931）
  - 三女：竹子（1869 - 1953）- 今城定徳室
  - 四女：秀子（1875 - 1972） - 清水谷実英室
  - 三男：悌三郎（1876 - 1932）
  - 五女：敦子（1880 - 1943）- 渋沢篤二室。
    - 孫：渋沢敬三
    - 孫：渋沢信雄
    - 孫：渋沢智雄

## 著書
- 大塚, 武松 (Otsuka, Takematsu), ed (1929) (snippet). 橋本実梁陣中日記 (Hashimoto Saneyana jinchū nikki ). 日本史籍協会. p. 410

## 外部サイト
- 国立国会図書館 (2012年12月20日). “西園寺公望関係文書（橋本実梁旧蔵）”. リサーチ・ナビ. 2013年3月閲覧。

| 日本の爵位 | 日本の爵位                                | 日本の爵位    |
| ---------- | ----------------------------------------- | ------------- |
| 先代 叙爵  | 伯爵 （羽林家）橋本家初代 1884年 - 1885年 | 次代 橋本実頴 |